# Trichothyrea
Trichothyrea is een geslacht van kevers uit de familie bladsprietkevers (Scarabaeidae). Het geslacht werd voor het eerst wetenschappelijk beschreven in 1895 door Kolbe.

## Soorten
- Trichothyrea mulsanti (Guérin-Méneville, 1845)